# Здравко Рађеновић
Здравко Рађеновић (рођен 5. септембра 1952. у Бачкој Паланци, СФРЈ) је бивши српски (југословенски) рукометаш.

## Клупска каријера
Здравко Рађеновић рукометом се почео бавити 1966. у родном граду у РК Текстилац. Затим је наступао за екипу Синтелона из Бачке Паланке. Свој рукометни таленат најавио је играјући потом за ријечки Кварнер 1972. одакле је дошао у РК Борац наредне 1973. године. Деби у дресу Борца (постигао 3 гола) - против Криваје у Завидовићима 22. семптембра 1973. године. Он је једини играч који је са Борцем освојио оба велика међународна трофеја - Куп европских шампиона 1976. и Куп ЕХФ 1991. А на домаћој сцени осваја четири титуле и четири купа бивше државе. У Бањој Луци је са РК Борац освојио готово све што се у рукомету може освојити и доживио потпуну рукометну афирмацију. Из Борца одлази у иностранство 1981. године. За то вријеме наступао је и за Њемачку екипу МТСВ Швабинг. Рукометну каријеру завршио је у дресу Бањалучког Борца у 38. години.

## Репрезентативна каријера
За репрезентацију Југославије, чији је био дугогодишњи незамјењив члан, одиграо је 137 утакмица и постигао 369 голова. Био је са репрезентацијом олимпијски шампион 1984. на Олимпијским играма у Лос Анђелесу. Освојио сребрну и бронзану медаљу на СП, те два злата на медитеранским играма.
Деби у дресу репрезентације Југославије одиграо је у Љубљани на Турниру нација, у утакмици између Југославије и Данске.
(Књига: Рукометни клуб Борац Бања Лука 1950. - 1985)

## По завршетку играчке каријере
По завршетку играчке каријере остао је послом везан за спорт и рукомет. Деведесетих година био је шеф стручног штаба РК Борац, а затим успјешан директор РК Синтелон из Бачке Паланке. Од 2002. поново је у Бањој Луци гдје је једно вријеме био члан руководства клуба али и члан Олимпијског комитета Босне и Херцеговине.

## Освојени трофеји и медаље
- Куп европских шампиона 1976.
- ЕХФ куп 1991.
- 4 титуле првака Југославије
- 4 купа Југославије
- 2 злата на Медитеранским играма
- злато на Свјетском првенству

- сребро на Свјетском првенству